# Ridoverall
Ridoverall, en overall som är särskilt formgiven för användning av ryttare och således är förstärkt i skrev och längs ben (helskodd) likt ridbyxor och ofta är anpassad för att använda till ridstövlar genom att dragkedjor längs benen gör att den kan dras på utanpå stövlarna. Ridoverallen är ofta fodrad eftersom den används som ytterplagg på vintern, såväl vid ridning som vid arbete i stallet. Fördelen gentemot delade plagg, är att den sluter tätt så att kyla inte kommer in under klädseln.